# Salvadore Cammarano
Salvadore Cammarano (vagy Salvatore; Nápoly, 1801. március 19. – Nápoly, 1852. július 17.) olasz irodalmár, librettista és rendező.

## Élete
Színészcsaládban született. Először díszletfestőként dolgozott. Első szövegkönyvét, a Lammermoori Luciát 1835-ben írta Gaetano Donizetti számára. Az opera sikerét követően még hat librettót írt Donizettinek. Tehetségére felfigyelt Saverio Mercadante is, akinek öt szövegkönyvet írt, valamint Giuseppe Verdi is, akivel négy opera megírásában működött közre. 1852. július 17-én hunyt el A trubadúr befejezése előtt.
Keresett librettistává vált, mert jól megzenésíthető verseket írt. Szövegkönyveinek egy része ókori, mitológiai eseményeket dolgoz fel (Belizár, Polyutus, Alzira stb.), míg a másik részük a kor divatos romantikus stílusában íródott (Luisa Miller, A trubadúr stb.). A Lammermoori Lucia librettójának érdekessége, hogy a kor olasz gyakorlatától eltérően, nem egy drámát alakított át kisebb-nagyobb mértékben, hanem közvetlenül Walter Scott regényéből írta meg az opera szövegét.

## Magyarul
- Donizetti: Don Pasquale. Vígopera; szöveg Salvatore Cammarano, ford. Egressy Béni; Trattner Ny., Pest, 1845
- Donizetti Kajtán: Lammermoori Lucia. Opera; szöveg Cammarano, ford. Egressi Béni; Trattner-Károlyi Ny., Pest, 1846
- Verdi: A troubadur. Opera; szöveg Cammarano Salvator, ford. Nádaskay Lajos; Herz Ny., Pest, 1854
- Donizetti: Don Pasquale. Víg opera; szöveg M. A., ford. Várady Sándor; Operaház, Bp., 1901
- Giuseppe Verdi: A trubadúr. Opera; szöveg Salvatore Cammarano, ford. Hevesi Sándor; Csáthy, Debrecen–Bp., 1930 (Magyar Királyi Operaház szövegkönyvei)
- Donizetti: Lammermoori Lucia; szöveg Walter Scott nyomán Salvatore Cammarano; Zeneműkiadó, Bp., 1953 (Opera füzetek)
- Verdi: A trubadúr; szöveg Salvadore Cammarano, ford. Hevesi Sándor, átdolg. Lányi Viktor, közread. Till Géza; Zeneműkiadó, Bp., 1958 (Operaszövegkönyvek)
- Donizetti: Lammermoori Lucia; szöveg Salvatore Cammarano, ford. Fischer Sándor; Zeneműkiadó, Bp., 1960 (Operaszövegkönyvek)
- Rigoletto; szöveg Francesco Maria Piave, ford. Blum Tamás / Verdi: Traviata; szöveg Francesco Maria Piave, ford. Lányi Viktor / A trubadúr; szöveg Salvatore Cammarano, ford. Hevesi Sándor; átdolg. Lányi Viktor, Oberfrank Géza, közread. Till Géza; Zeneműkiadó, Bp., 1977 (Libretto)
- Verdi: Alzira. Kétnyelvű operaszövegkönyv; szöveg Salvatore Cammarano, ford. Csákovics Lajos Zsolt; Eötvös, Bp., 2005 (Kétnyelvű operaszövegkönyvek)